# リチャード・デイ (美術監督)
リチャード・デイ（Richard Day, 1896年5月9日 - 1972年5月23日）は、カナダの美術監督である。1923年から1970年までに265作品に参加している。アカデミー美術賞には13回ノミネートされ、7回受賞している。
ブリティッシュコロンビア州ビクトリアで生まれ、カリフォルニア州ハリウッドで没した。

## 主なフィルモグラフィ
- ウーピー Whoopee! (1931)
- 人類の戦士 Arrowsmith (1931)
- The Affairs of Cellini (1934)
- ダアク・エンゼル The Dark Angel (1935)
- この三人 These Three (1936)
- 孔雀夫人 Dodsworth (1936)
- デッドエンド Dead End (1937)
- 華麗なるミュージカル The Goldwyn Follies (1938)
- Lillian Russell (1940)
- 遥かなるアルゼンチン Down Argentine Way (1940)
- 血と砂 Blood and Sand (1941)
- わが谷は緑なりき How Green Was My Valley (1941)
- My Gal Sal (1942)
- 純愛の誓い This Above All (1942)
- 剃刀の刃 The Razor's Edge (1946)
- ジャンヌ・ダーク Joan of Arc (1948)
- 欲望という名の電車 A Streetcar Named Desire (1951)
- アンデルセン物語 Hans Christian Andersen (1952)
- 波止場 On the Waterfront (1954)
- 偉大な生涯の物語 The Greatest Story Ever Told (1965)
- トラ・トラ・トラ! Tora! Tora! Tora! (1970)

## 受賞歴

### アカデミー賞
受賞
1936年 アカデミー美術監督賞:『ダーク・エンジェル』
1937年 アカデミー美術監督賞:『孔雀夫人』
1942年 アカデミー美術監督賞 (白黒部門):『わが谷は緑なりき』
1943年 アカデミー美術監督賞 (白黒部門):『純愛の誓い』
1943年 アカデミー美術監督賞 (カラー部門):『My Gal Sal』
1952年 アカデミー美術監督賞 (白黒部門):『欲望という名の電車』
1955年 アカデミー美術監督賞 (白黒部門):『波止場』
ノミネート
1931年 アカデミー美術監督賞:『フーピー』
1932年 アカデミー美術監督賞:『人類の戦士』
1935年 アカデミー美術監督賞:『The Affairs of Cellini』
1938年 アカデミー美術賞:『デッドエンド』
1939年 アカデミー美術監督賞:『華麗なるミュージカル』
1941年 アカデミー美術監督賞 (白黒部門):『Lillian Russell』
1941年 アカデミー美術監督賞 (カラー部門):『遙かなるアルゼンチン』
1942年 アカデミー美術監督賞 (カラー部門):『血と砂』
1947年 アカデミー美術監督賞 (白黒部門):『剃刀の刃』
1949年 アカデミー美術監督賞 (カラー部門):『ジャンヌ・ダーク』
1953年 アカデミー美術監督賞 (カラー部門):『アンデルセン物語』
1966年 アカデミー美術賞 (カラー部門):『偉大な生涯の物語』
1971年 アカデミー美術賞:『トラ・トラ・トラ!』